# المعرض الوطني للفنون القديمة
المعرض الوطني للفنون القديمة هو معرض فني يقع في روما،إيطاليا.لدى المعرض فرعين في قصر باربيريني وقصر كورسيني.